# Eryngium karatavicum
Eryngium karatavicum là một loài thực vật có hoa trong họ Hoa tán. Loài này được Iljin mô tả khoa học đầu tiên năm 1936.